# Hangelösa socken
Hangelösa socken i Västergötland ingick i Kinnefjärdings härad och området ingår sedan 1971 i Götene kommun och motsvarar från 2016 Hangelösa distrikt.
Socknens areal är 25,04 kvadratkilometer varav 25,00 land. År 2000 fanns här 416 invånare. Sockenkyrkan Hangelösa kyrka ligger i socknen.

## Administrativ historik
Socknen har medeltida ursprung.
Vid kommunreformen 1862 övergick socknens ansvar för de kyrkliga frågorna till Hangelösa församling och för de borgerliga frågorna bildades Hangelösa landskommun. Landskommunen uppgick 1952 i Husaby landskommun som 1967 uppgick i Götene köping som 1971 ombildades till Götene kommun. Församlingen uppgick 2002 i Källby församling.
1 januari 2016 inrättades distriktet Hangelösa, med samma omfattning som församlingen hade 1999/2000.  
Socknen har tillhört län, fögderier, tingslag och domsagor enligt vad som beskrivs i artikeln Kinnefjärdings härad. De indelta soldaterna tillhörde Västgöta-Dals regemente, Kållands kompani och Västgöta regemente, Livkompaniet.

## Geografi
Hangelösa socken ligger norr om Skara med Öredalsån i väster. Socknen är en odlad slättbygd med skog i sydost.

## Fornlämningar
Boplatser och lösfynd från stenåldern är funna. Från järnåldern finns en gravhög.

## Namnet
Namnet skrevs 1397 Hagnelösä och kommer från kyrkbyn. Efterleden är lösa, 'glänta; äng'. Förleden kan innehålla mansnamnet Hagne alternativt haghna/haghi, 'gärdesgård; inhägnad, hage'.